# Amerila omissa
Amerila omissa är en fjärilsart som beskrevs av Rothschild 1910. Amerila omissa ingår i släktet Amerila och familjen björnspinnare. Inga underarter finns listade i Catalogue of Life.

## Bildgalleri

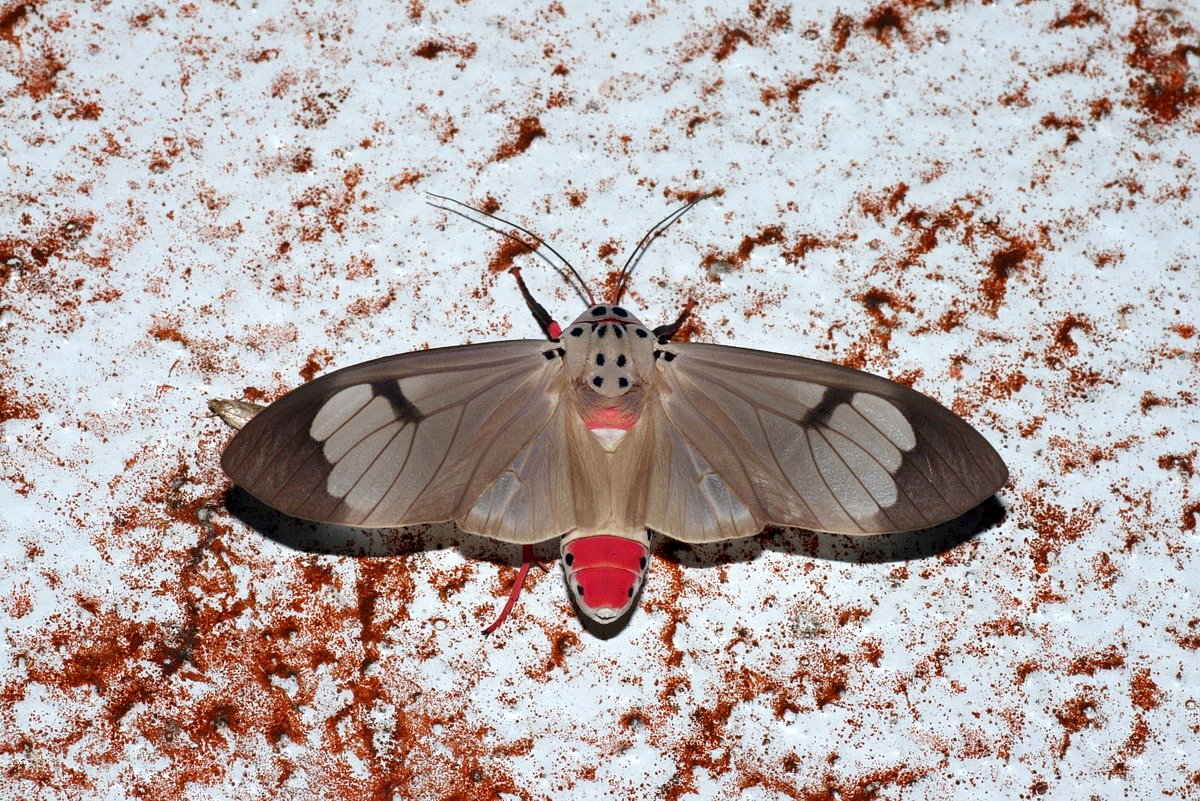
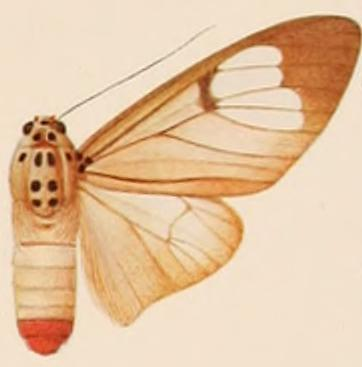
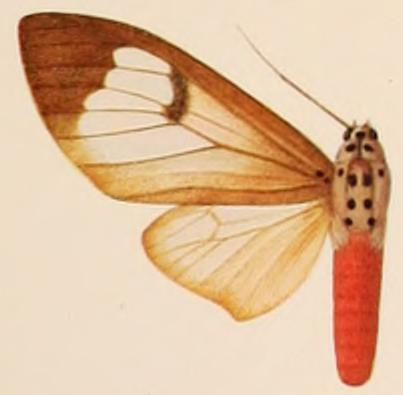